# Maekava Kazuja
Maekava Kazuja (Nagaszaki, 1968. március 22. –) japán válogatott labdarúgó.
A japán válogatott tagjaként részt vett az 1992-es Ázsia-kupán.

## Statisztika
| Japán válogatott | Japán válogatott | Japán válogatott |
| Időszak          | Mérk.            | gól              |
| ---------------- | ---------------- | ---------------- |
| 1992             | 3                | 0                |
| 1993             | 2                | 0                |
| 1994             | 2                | 0                |
| 1995             | 5                | 0                |
| 1996             | 5                | 0                |
| Összesen         | 17               | 0                |